# Power of Politics
Power of Politics (PoP, etwa „Macht der Politik“) war das nach Aussage der Entwickler erfolgreichste österreichische Browserspiel, bei dem der Spieler in die Rolle eines virtuellen Politikers schlüpfte. Das Spiel zählte zuletzt (Stand Mai 2017) noch etwa 700 Spieler. Seit Anfang Februar 2018 ist das Spiel offline.

## Entstehung und Hintergrund
Das Spiel, ein privates Projekt, wurde 2004/2005 von Peter Merschitz und Tim Preuster entwickelt und ging im November 2005 online. Die Kosten für Planung und Entwicklung betrugen etwa 200.000 bis 250.000 Euro. Eines der Hauptziele der Spieldesigner war die Verringerung der Politikverdrossenheit bei Jugendlichen. Die Spielidee basiert auf einem von Peter Merschitz entwickelten Brettspiel.

## Beschreibung des Spiels
Jeder Spieler übernahm die Rolle eines virtuellen Politikers. Dabei konnte man (zuletzt) in Österreich, Deutschland, Liechtenstein oder der Schweiz antreten. Die politischen Bezirke im Spiel entsprachen dabei annähernd den realen Bezirken der jeweiligen Länder. Alle Politiker begannen ihre Karriere auf Bezirksebene und versuchten ihre Popularität zu steigern. Dazu konnten sie verschiedenste Termine absolvieren, um ihren Bekanntheitsgrad zu steigern, ihr Wissen in bestimmten Gebieten vergrößern oder ihr Selbstbewusstsein erhöhen. Wie erfolgreich die Politiker dabei waren und ob eine Aktion viel oder wenig Punkte brachte, hing unter anderem auch von realen Ereignissen ab: aus über 100 deutschsprachigen elektronischen Zeitungen wurden Nachrichten extrahiert und daraus bestimmt, welche Themen im Moment wichtig für die virtuelle Wählerschaft sind und welche nicht. Zusätzlich konnten die Popularitätswerte der Politiker auch durch Diskussionen mit anderen Spielerinnen und Spielern und durch die Organisation von Wahlkampfveranstaltungen gesteigert werden. Bekamen Politiker bzw. deren Parteien genügend Prozentpunkte bei den wöchentlich durchgeführten virtuellen Wahlen, erhielten sie Mandate im Bezirksparlament und konnten dort Teil der Regierung oder Opposition werden. Die Aufgabe der Regierung sollte es idealerweise sein, jede Woche Gesetze zu bestimmten Themen zu erlassen und dadurch die Position des eigenen Bezirks im Vergleich zu den anderen zu steigern. Wurden von den Politikern genügend hohe Popularitätswerte erreicht, konnten sie auf die Landesebene bzw. später auch auf Bundesebene aufsteigen. Im Spiel waren die Politiker in Parteien organisiert. Das führte dazu, dass manche Spielziele nur durch Kommunikation zwischen den Spielern zu erreichen waren.

## Geplante Entwicklungen
Das Spiel sollte eigentlich schrittweise erweitert werden, bis langfristig nicht nur in den deutschsprachigen, sondern in allen europäischen Ländern kandidiert werden konnte. Neben den Bezirks-, Landes- und Bundesebenen sollte nach Angaben der Entwickler bis spätestens Ende 2009 eine Europaebene eingeführt werden, was aber, ebenso wie eine geplante Bezirkszusammenlegung, PoP 2.0 oder sämtliche andere Aktionen, nicht mehr umgesetzt wurde. Hierfür wurde 2008 die TPM Games GmbH gegründet. Am 17. März 2010 wurde das Ausscheiden von Mitgründer Peter Merschitz aus dem Projekt bekanntgegeben.

## Öffentliche Wirkung
Im Mai 2005 wurde von den Betreibern von Power of Politics gemeinsam mit dem österreichischen Bundesrat ein Schulprojekt gestartet, bei dem Schülerinnen und Schülern die Lust auf Politik vermittelt und die politischen Prozesse nähergebracht werden sollten. Vier Schulklassen von vier verschiedenen Schulen nahmen am Spiel teil, um sich so auf eine abschließende „echte“ politische Sitzung im österreichischen Bundesrat vorzubereiten.
Anlässlich der Nationalratswahlen in Österreich sollte im September 2006 eine Ausstellung mit den besten Wahl- und Werbeplakaten der virtuellen Parteien stattfinden.

## Auszeichnungen
Power of Politics landete Anfang 2007 in der Gesamtwertung „Browserspiel des Jahres“ von Galaxy News auf Platz 3.